# Успенская (станица)
Успе́нская — станица в Белоглинском районе Краснодарского края России. Административный центр Успенского сельского поселения.

## Географическое положение
Станица расположена в степной зоне, на берегах речки Калалы (приток Егорлыка), в 37 км к югу от районного центра Белая Глина.

## История
Селение Успенское основано в 1804 году, в 1833 году преобразовано в станицу.
В ноябре 1807 года Кавказский гражданский губернатор представил министру внутренних дел планы двух новых селений Ставропольского уезда — Новоалександровского при речке Расшеватке и Успенского при речке Калалах.
Станица входила в Кавказский отдел Кубанской области.

## Население
| 1939 | 1959  | 1979  | 2002  | 2010  | 2021  |
| ---- | ----- | ----- | ----- | ----- | ----- |
| 5343 | ↗6313 | ↘5841 | ↘4622 | ↘4185 | ↘4100 |

## Инфраструктура
На территории станицы действуют два средних общеобразовательных учреждения, одно из которых носит имя Героя Советского Союза Владимира Ивановича Литвинова.